# Ремора
Ремора (эхиней, эхинея, эхинеус, ремор, тремора, ику-турсо, турсас, турилас, меритурсас, турсо, ремореус, тремориус, реморанис, ремориум, тремориум, треморанис, эхинеум) — в греческой, римской, галльской мифологии гигантская рыба. Изображается очень длинной и узкой, с шипами на спине, присоской на голове и коготками на плавниках. Эхиней заплывает под днище корабля, присасываясь присоской, а также цепляясь когтями на плавниках. Если корабль плывёт очень быстро, ремора может устроить шторм, хлопая хвостом по воде — шторм помогает ей угнаться за кораблём. Предполагается, что прообразом мог служить вид рыб-прилипал, который в настоящее время и называют словом «remora». Считается, что если корабль не может двигаться, в этом виновата именно ремора. Возможно, моряки придумавшие эту рыбу, видели обыкновенную прилипалу, однако, в штиль они не могли сдвинуться с места, думая что их держат именно такие рыбы. Позже рыбу стали представлять себе гигантской. Прообразом реморы могли также послужить кальмары, способные задержать большое судно тех времён, а маленькое вовсе утащить на дно. Даже кракена учёные сначала описывали как гигантскую «рыбу» с огромными глазами и короной из «рогов», с помощью которых «такое морское чудовище может утащить на дно корабль, какими бы опытными и сильными не были его матросы».

## В культуре
- Ремора — название одной из планет в мультсериале «Планета монстров».
- Мистер Ремора — персонаж серии книг «33 несчастья» писателя Дэниела Хэндлера.
- Ремор — в игре «Fran Bow» монстр, питающийся страданиями людей.

## В иных культурах
- Ику-Турсо
- Кракен